# Львовская губерния
Львовская губерния — административно-территориальная единица в Восточной Галиции, занятой российскими войсками во время Первой мировой войны.

## История
Образована 23 августа (5 сентября) 1914 в соответствии с «Временным положением об управлении областями Австро-Венгрии, занятыми по праву войны» от 19 августа (1 сентября) 1914, согласно которому на завоёванных территориях Австро-Венгрии создавалось Временное военное генерал-губернаторство, разделённое на губернии.
В результате Горлицкого прорыва 1915 австро-венгерских и германских войск практически вся территория Львовской губернии за исключением Бродского уезда (потерян в июле — августе того же года) оставлена российскими войсками и губерния прекратила своё существование.

## Административное деление
В административном отношении губерния состояла из 16 уездов. Центр – город Львов.
| №  | Уезд                  | Уездный город         |
| -- | --------------------- | --------------------- |
| 1  | Бобрецкий             | Бобрка                |
| 2  | Бродский              | Броды                 |
| 3  | Городокский           | Городок               |
| 4  | Долинский             | Долина                |
| 5  | Дрогобычский          | Дрогобыч              |
| 6  | Жидачовский           | Жидачов               |
| 7  | Жолковский            | Жолква                |
| 8  | Золочевский           | Золочев               |
| 9  | Каменка-Струмиловский | Каменка-Струмиловская |
| 10 | Львовский             | Львов                 |
| 11 | Перемышлянский        | Перемышляны           |
| 12 | Равский               | Рава-Русская          |
| 13 | Рогатинский           | Рогатин               |
| 14 | Рудецкий              | Рудки                 |
| 15 | Сокальский            | Сокаль                |
| 16 | Стрыйский             | Стрый                 |

## Население
Население губернии составляло около — 1,8 млн человек (по переписи 1910), в основном русины (62,5 %) (впоследствии в подавляющем большинстве сменили своё самоназвание и этническую самоидентификацию на украинскую) и поляки (33,7 %)

## Экономика
В связи с тем, что основой хозяйства на этой территории являлись земледелие (в основном культуры — картофель, пшеница, рожь, ячмень), коневодство и скотоводство (в первую очередь крупный рогатый скот), в условиях военного времени хозяйство находилось в упадке.
Львовская губерния обладала развитой сетью железных дорог, по её территории проходили линии: Ряшев — Львов — Подволочиск с ответвлениями Львов — Стоянов, Ярослав — Сокал, Львов — Яворов; Новый Загорж — Стрый — Станиславов — Непоколуц; Сянки — Львов; Бескид — Львов; Кёрёшмезё — Тарнополь с ответвлениями Стрый — Жидачов — Подвысоке, Галич — Ходоров — Львов и Львов — Подрайце.